# Arquien de la Grange

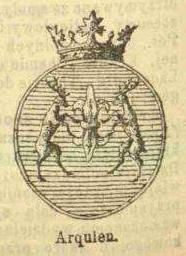
Herb Arquien według Encyklopedii Orgelbranda

Arquien de la Grange – polski herb szlachecki pochodzenia francuskiego.

## Opis herbu
W polu błękitnym podwójna lilia srebrna trzymana przez dwa jelenie barwy naturalnej.
Tarcza ukoronowana.

## Historia herbu
Herb przyniesiony do Polski przez brata Marii Kazimiery Sobieskiej (Marysieńki) zatwierdzony w 1685 roku.

## Herbowni
Lagrange.